# Pantheeramkavu
Pantheeramkavu is een census town in het district Kozhikode van de Indiase staat Kerala. 

## Demografie
Volgens de Indiase volkstelling van 2001 wonen er 24495 mensen in Pantheeramkavu, waarvan 50% mannelijk en 50% vrouwelijk is. De plaats heeft een alfabetiseringsgraad van 84%. 